# Aéroport de Kitakyushu
Pour les articles homonymes, voir KKJ.
L'aéroport de Kitakyushu (北九州空港, Kitakyūshū-kūkō) (code IATA : KKJ) est un aéroport desservant la ville éponyme, située dans la préfecture de Fukuoka, sur l'île de Kyushu, au Japon.
Il a été construit sur une île artificielle, à trois kilomètres de Kitakyushu. Il est le quatrième aéroport japonais à être opérationnel 24h/24, avec le nouvel aéroport de Chitose, l'aéroport international du Kansai et l'aéroport international du Chubu.

## Histoire
L'aéroport fut ouvert le 16 mars 2006 sous le nom de Nouvel aéroport de Kitakyushu, mais fut renommé en son nom actuel en 2008.

## Situation

### Carte des 50 principaux aéroports du Japon
| Akita Amami Aomori Asahikawa Chūbu Fukuoka Fukushima Hakodate Hanamaki Hiroshima Ibaraki Ishigaki Izumo Kagoshima Kansai Kitakyushu Kobe Kōchi Komatsu Kumamoto Kumejima Kushiro Iwakuni Matsuyama Memanbetsu Miho-Yonago Misawa Miyako Miyazaki Nagasaki Nagoya Naha Tokyo · Narita Niigata Ōita Okayama Osaka Saga Sendai Shin-Chitose Shizuoka Shonai Takamatsu Tokachi-Obihiro Tokushima Tokyo · Haneda Tottori Toyama Tsushima Yamaguchi Ube |

## Compagnies aériennes et destinations

### Passagers
| Compagnies             | Destinations                               |
| ---------------------- | ------------------------------------------ |
| China Eastern Airlines | Dalian-Zhoushuizi                          |
| Fuji Dream Airlines    | Shizuoka                                   |
| Japan Airlines         | Tokyo-Haneda                               |
| Jin Air                | Pusan-Gimhae, Séoul-Incheon                |
| Korea Express Air      | Yangyang                                   |
| StarFlyer              | Okinawa-Naha, Taïwan-Taoyuan, Tokyo-Haneda |

Édité le 09/01/2020

### Charter
| Compagnies aériennes      | Destinations   |
| ------------------------- | -------------- |
| China Airlines            | Taipei-Taoyuan |
| Dragonair                 | Hong Kong      |
| Far Eastern Air Transport | Taipei-Taoyuan |
| Hong Kong Airlines        | Hong Kong      |
| Tianjin Air               | Dalian         |
| TransAsia Airways         | Taipei-Taoyuan |

### Cargo
| Compagnies aériennes | Destinations |
| -------------------- | ------------ |
| All Nippon Airways   | Tokyo-Narita |

## Statistiques
Pour des raisons techniques, il est temporairement impossible d'afficher le graphique qui aurait dû être présenté ici.

Voir la requête brute et les sources sur Wikidata.

## Accès
Un pont de 2,1 km relie l'aéroport à la Higashikyushu Expressway via l'échangeur Kanda-Kitakyushukuko.